# یواس‌اس پاردی (دی‌دی-۷۳۴)
یواس‌اس پاردی (دی‌دی-۷۳۴) (به انگلیسی: USS Purdy (DD-734)) یک کشتی بود که طول آن ۱۱۴٫۸ متر (۳۷۷ فوت) بود. این کشتی در سال ۱۹۴۴ ساخته شد.